# Васильково (Кувшиновский район)
Василько́во — деревня в Кувшиновском районе Тверской области России. Центр Васильковского сельского поселения.
Находится в 5 км к югу от города Кувшиново.

## История
Деревня состоит из трёх частей: самого Василькова, и присоединённых к ней деревни Крылатка (Крылатиха) и бывшего погоста Чурилово. Чурилов погост в конце XIX-начале XX века был центром прихода Тысяцкой волости Новоторжского уезда Тверской губернии.
В 1920 Васильково — центр одноимённого сельсовета Тысяцкой волости Новоторжского уезда, по переписи 1920 года — 88 дворов, 435 жителей.
В 1997 году — 57 хозяйств, 154 жителя. Администрация сельского округа, центральная усадьба колхоза «Светлый путь», неполная средняя школа, детсад-ясли, ДК, библиотека, медпункт, магазин.

## Население
| 1859 | 1920 | 1997  | 2002 | 2008 | 2010 |
| ---- | ---- | ----- | ---- | ---- | ---- |
| 46   | ↗435 | ↗1543 | ↘156 | ↘148 | ↘145 |

## Достопримечательности
В деревне расположена действующая Церковь Николая Чудотворца (1825).